# Salomėja Zaksaitė
Salomėja Zaksaitė, född 25 juli 1985 i Kaunas, är en litauisk schackspelare, jurist och kriminolog. Zaksaitė blev internationell mästare i schack 2003.

## Biografi
Zaksaitė studerade i Vilnius 2003-2008, promoverades till juris doktor i kriminalrätt och kriminologi 2012. 2013-2015 postdoktoral vid Mykolas Romer  universitet. Supervisor prof. Alfredas Kiškis.